# Campillo de Ranas
Campillo de Ranas é um município da Espanha na província de Guadalajara, comunidade autónoma de Castilla-La Mancha, de área 42,01 km² com população de 288 habitantes (2007) e densidade populacional de 2,07 hab./km².

## Demografia
| Variação demográfica do município entre 1991 e 2004 | Variação demográfica do município entre 1991 e 2004 | Variação demográfica do município entre 1991 e 2004 | Variação demográfica do município entre 1991 e 2004 |
| --------------------------------------------------- | --------------------------------------------------- | --------------------------------------------------- | --------------------------------------------------- |
| 1991                                                | 1996                                                | 2001                                                | 2004                                                |
| 120                                                 | 121                                                 | 145                                                 | 184                                                 |